# Roza
Roza (bulgariska: Роза) är ett distrikt i Bulgarien.   Det ligger i kommunen obsjtina Tundzja och regionen Jambol, i den centrala delen av landet, 260 km öster om huvudstaden Sofia.
Trakten runt Roza består till största delen av jordbruksmark. Runt Roza är det ganska glesbefolkat, med 24 invånare per kvadratkilometer.